# Aïn Abid
Aïn Abid là một đô thị thuộc tỉnh Constantine, Algérie. Dân số thời điểm năm 2002 là 25.958 người.